# Јоанис Хрисафис
непознато
Јоанис Хрисафис (Атина, 1873 — 12. октобра 1932) је био грчки гимнастичар учесник на првим Олимпијским играма 1896. у Атини.
Хрисафис је учествовао у дисциплини разбоју екипно као предводник екипе. Екипа Грчког етничког савеза, једне од две грчке екипе у овом такмичењу, освојила је треће место и бронзану медаљу.